# Le Bousquet
Le Bousquet é uma comuna francesa na região administrativa de Occitânia, no departamento de Aude. Estende-se por uma área de 25,99 km². Em 2010 a comuna tinha 46 habitantes (densidade: 1,8 hab./km²).